# Gustaf Adam Taube
Gustaf Adam Taube, född 1 december 1673, död 14 oktober 1732 i Stockholm, var en svensk greve (från 17 april 1719) och militär. 

## Biografi
Taube blev överste 1703, general 1716, överståthållare i Stockholm 1716, riksråd 1718 och fältmarskalk 19 juni 1719. Under stora nordiska kriget deltog han i slaget vid Poltava 1709, där han blev tillfångatagen, men snart frisläppt igen. År 1710 deltog han i slaget vid Helsingborg. Taube avled 1732 i Stockholm och begravdes i Bankekinds kyrka.

### Familj
Gustaf Adam Taube var son till Jakob Johan Taube af Kuddinge och Maria Horn af Marienborg. Han gifte sig 10 mars 1695 med friherrinnan Anna Dorotea von Fersen (1670–1752). Hon var dotter till guvernören Hans von Fersen och Anna Magdalena von Tiesenhausen. De fick tillsammans barnen Anna Charlotta Taube (1696–1728) som var gift med generallöjtnanten Robert Muhl, Anna Magdalena Taube (1697–1770) som var gift med generallöjtnanten Berndt Vilhelm von Liewen, hovmarskalken Hans Henrik Taube (1698–1766) och Johanna Taube (1702–1773) som var gift med översten Johan Georg Schmiterlöw.